# Gobiopterus
Gobiopterus és un gènere de peixos de la família dels gòbids i de l'ordre dels perciformes.

## Taxonomia
- Gobiopterus birtwistlei (Herre, 1935)
- Gobiopterus brachypterus (Bleeker, 1855)[2]
- Gobiopterus chuno (Hamilton, 1822)[3]
- Gobiopterus lacustris (Herre, 1927)
- Gobiopterus macrolepis (Cheng, 1965)[4]
- Gobiopterus mindanensis (Herre, 1944)[5]
- Gobiopterus panayensis (Herre, 1944)[5]
- Gobiopterus semivestita (Munro, 1949)[6]
- Gobiopterus stellatus (Herre, 1927)[7][8][9][10][11][12][13]